# 克拉斯諾亞爾斯克時間
|  | 時區   | 名稱                        |
|  | ------ | --------------------------- |
|  | UTC+2  | MSK−1: 加里宁格勒时间       |
|  | UTC+3  | MSK:+1 莫斯科时间           |
|  | UTC+4  | MSK+1: 萨马拉时间           |
|  | UTC+5  | MSK+2: 叶卡捷琳堡时间       |
|  | UTC+6  | MSK+3: 鄂木斯克时间         |
|  | UTC+7  | MSK+4: 克拉斯诺亚尔斯克时间 |
|  | UTC+8  | MSK+5: 伊尔库茨克时间       |
|  | UTC+9  | MSK+6: 雅库茨克时间         |
|  | UTC+10 | MSK+7: 符拉迪沃斯托克时间   |
|  | UTC+11 | MSK+8: 馬加丹時間           |
|  | UTC+12 | MSK+9: 堪察加时间           |

克拉斯诺亚尔斯克时间（俄语：красноярское время，简称KRAT）是俄罗斯的一个时区，以克拉斯诺亚尔斯克边疆区首府克拉斯诺亚尔斯克命名。克拉斯诺亚尔斯克时间比UTC快7个小时（UTC+7），比莫斯科时间快四个小时（MSK+4）。
1981年开始，苏联实行夏令时。夏令时期间，克拉斯诺亚尔斯克时间为UTC+8。其余时期，为UTC+7。2014年10月26日起，俄罗斯永久实行冬令时。
在時區資訊資料庫中，与之对应的是Asia/Krasnoyarsk。

## 覆盖区域
- 阿爾泰邊疆區
- 阿爾泰共和國
- 科麥羅沃州
- 哈卡斯共和國
- 克拉斯諾亞爾斯克邊疆區
- 新西伯利亞州
- 圖瓦共和國
- 托木斯克州